# شاگان (ایرتیش)
شاگان (به قزاقی: Shagan) یک رود در قزاقستان است که در استان قزاقستان شرقی واقع شده‌است.